# Artesunate/pyronaridine
Artesunate/pyronaridine, được bán dưới tên Pyramax, là một loại thuốc kết hợp liều cố định để điều trị sốt rét. Nó có thể được sử dụng cho sốt rét của cả hai loại P. falciparum và P. vivax. Nó kết hợp artesunate và pyronaridine. Nó được uống qua miệng.
Thuốc kết hợp này nói chung được dung nạp tốt. Tác dụng phụ có thể bao gồm đau đầu, nôn hoặc ho. Sử dụng ở những người bị bệnh gan nặng hoặc bệnh thận không được khuyến cáo. Sử dụng thường không được khuyến cáo trong thai kỳ sớm. Tuy nhiên, không có lựa chọn nào khác và nếu điều trị có thể cứu được cuộc sống của người mẹ thì nó có thể được sử dụng. Hai thành phần hoạt động theo các cơ chế khác nhau.
Nó nằm trong Danh sách các loại thuốc thiết yếu của Tổ chức Y tế Thế giới, loại thuốc hiệu quả và an toàn nhất cần có trong hệ thống y tế. Năm 2010, chi phí bán buôn cho một đợt điều trị ở các nước đang phát triển là từ 0,55 đến 2,18 USD.

## Sử dụng trong y tế
Artesucky / pyronaridine được sử dụng cho sốt rét của cả hai loại P. falciparum và P. vivax. Nó không được khuyến cáo cho bệnh nặng.
Một đánh giá năm 2019 cho thấy sự kết hợp so sánh tốt với artemether/lumefantrine. Lợi ích cũng xuất hiện tương tự như mefloquine cùng với artesunate. Nó không được khuyến cáo dùng để phòng ngừa bệnh sốt rét.